# Janirella spongicola
Janirella spongicola là một loài chân đều trong họ Janirellidae. Loài này được Hansen miêu tả khoa học năm 1916.